# Lights Out (film 2013)
Lights Out è un cortometraggio del 2013 diretto da David Sandberg.

## Trama
Una donna si prepara ad andare a dormire, spegnendo le luci di casa. Quando spegne quella del corridoio vede materializzarsi nell'oscurità la sagoma di una persona, che però sparisce una volta riaccesa la luce. Spaventata, la donna decide di bloccare l'interruttore per impedire che essa possa spegnersi e va a dormire.
Non riuscendo ad addormentarsi, continua a tenere d'occhio la luce del corridoio. Quando questa improvvisamente si spegne, la donna sente un forte rumore di passi proveniente dal corridoio e si ripara sotto le coperte. Anche l'ultima fonte di luce, un abat-jour, inizia a spegnersi, ma la donna riesce a riposizionare meglio la spina nella presa. Poiché finalmente il peggio sembra essere passato, la donna riemerge dalle lenzuola e nota la luce del corridoio accesa; quindi, voltatasi verso la lampada fa appena in tempo a vedere un'orribile creatura prima che questa spenga la luce.

## Adattamento lungometraggio
Un lungometraggio ispirato al corto, sempre diretto da Sandberg, è stato prodotto da James Wan ed Eric Heisserer, che si è anche occupato della sceneggiatura. Nel cast Teresa Palmer, Gabriel Bateman, Maria Bello e Billy Burke. Il film è stato distribuito nelle sale cinematografiche il 22 luglio 2016.

## Riconoscimenti
- 2013 - Who's There Film Challenge
  - Miglior regia a David F. Sandberg